# تاريخ سريلانكا (1948-الآن)
يتسم تاريخ سريلانكا من عام 1948 حتى الآن باستقلال البلاد عن دومينيون وتحولها إلى النظام الجمهوري. كان الصراع والحرب الأهلية فيما يتعلق بوضع أقلية التاميل العامل الرئيسي للاستقلال.

## الجمهورية (1972- 2009)
أصبحت البلاد جمهوريةً ذات سيادة حرة تحت اسم جمهورية سريلانكا المستقلة في ظل حكم باندارانايكي، وألغي مجلس الشيوخ وأصبحت اللغة السنهالية لغةً رسميةً، والتاميلية لغة ثانية في البلاد. جاء الاستقلال الكامل مع قطع آخر الروابط الدستورية المتبقية مع المملكة المتحدة، مثل إيقاف الحق في الاستئناف أمام اللجنة القضائية التابعة لمجلس الملكة الخاص في المملكة المتحدة، وبالتالي إنشاء المحكمة العليا باعتبارها محكمة الاستئناف النهائية في البلاد. أُممت المزارع الاستعمارية للوفاء بالتعهدات الانتخابية للبرنامج الماركسي و «لمنع استمرار عدم الاستثمار من قبل الشركات المالكة».
تأسست جمهورية سريلانكا الاشتراكية في 22 مايو 1972، وسئم الناخبون من سياسات باندارانايكي الاشتراكية بحلول عام 1977؛ وأعادت الانتخابات الحزب الوطني المتحد إلى السلطة تحت قيادة جونيوس ريتشارد جيوردين، بعد إصداره بيان تعهد بحفظ اقتصاد السوق و «توفير حصص مجانية من 8 كيلوغرامات من الحبوب». أُنهيت سلطة حزب الحرية السريلانكي والأحزاب اليسارية فعليًا في البرلمان، على الرغم من حصولهم على 40% من الأصوات الشعبية، وبقيت جبهة تحرير التاميل المتحدة بقيادة أبابيلاي أميرثالينغام الجهة المعارضة الرسمية في الدولة. أدى هذا إلى انقسام عرقي خطير في السياسة السريلانكية.
أمر جيوردين بإعادة كتابة الدستور بعد وصوله إلى السلطة. غيرت الوثيقة الجديدة، المعروفة باسم الدستور الجديد لعام 1978، طبيعة الحكم في سريلانكا بشكل جذري. لقد استبدلت أسلوب وستمنستر السابق، الحكومة البرلمانية بنظام رئاسي جديد على غرار فرنسا، بمسؤول تنفيذي ذو سلطة كبيرة. كان من المقرر انتخاب الرئيس بالاقتراع المباشر لمدة ست سنوات مع امتلاكه صلاحية تعيين رئيس الوزراء بموافقة البرلمان ورئاسة اجتماعات مجلس الوزراء. أصبح جيوردين أول رئيس بموجب الدستور الجديد وتولى السيطرة المباشرة على جهاز الحكومة والحزب.
كان النظام الجديد بمثابة إيذان ببدء حقبة لا تبشر بالخير لحزب الحرية السريلانكي، إذ اتهمت حكومة جيوردين في الحزب الوطني المتحد رئيسة الوزراء السابقة باندارانايكي بإساءة استخدام سلطتها أثناء وجودها في المنصب من عام 1970 إلى عام 1977. أُلغي في أكتوبر 1980 امتياز باندارانايكي للانخراط في السياسة لمدة سبع سنوات، واضطر حزب الحرية السريلانكي للبحث عن زعيم جديد له. اختار الحزب ابنها أنورا بعد معركة طويلة أدت إلى العديد من الانقسامات في الحزب. سرعان اندفع أنورا باندارانايكي إلى حفظ إرث والده، لكنه تفاجأ بأنه لم يرث أكثر من حزب سياسي تمزقه الفصائل لا بملك أكثر من دور ضئيل في البرلمان.
تضمن دستور عام 1978 تنازلات كبيرة لمراعاة حساسيات التاميل. استمرت جبهة تحرير التاميل المتحدة في شغل مقعد في البرلمان على أمل التفاوض للوصول إلى تسوية شاملة لمشكلة التاميل على الرغم من أنها لم تشارك في صياغة الدستور. ووافقت الجبهة على اقتراح جيوردين بعقد مؤتمر لجميع الأحزاب لحل المشاكل العرقية في الجزيرة. عرض الحزب الوطني المتحد تنازلات أخرى في محاولة لتأمين السلام؛ ظلت السنهالية اللغة الرسمية ولغة الإدارة في جميع أنحاء سريلانكا، ولكن مُنحت التاميلية مكانة «اللغة الوطنية» الجديدة. كان من المقرر استخدام التاميلية في عدد من الظروف الإدارية والتعليمية؛ ألغى جيوردين أيضًا شكوى رئيسية من مظالم التاميل المتعلقة بإلغاء سياسة «التوحيد القياسي» لحكومة الجبهة المتحدة، والتي جعلت معايير القبول بالجامعة للتاميل أكثر صعوبةً؛ وبالإضافة إلى ذلك، عًرض العديد من المناصب العليا، بما في ذلك منصب وزير العدل، لموظفي الخدمة المدنية من التاميل.
صعّد نمور التاميل هجماتهم الإرهابية في الوقت الذي ضغطت فيه جبهة تحرير التاميل المتحدة، بالاشتراك مع الحزب الوطني المتحد، لعقد مؤتمر لجميع الأحزاب، ما أثار رد فعل السنهاليين العنيف ضد التاميل وحال بشكل عام دون الوصول إلى أي تسوية ناجحة. وأعلنت حكومة جيوردين حالة الطوارئ وأرسلت القوات، الذين مُنحوا ستة أشهر للقضاء على التهديد الإرهابي، ردًا على اغتيال مفتش شرطة جافنا.
أصدرت الحكومة قانون منع الإرهاب (بأحكام مؤقتة) في عام 1979. وصدر القانون باعتباره إجراءً مؤقتًا، لكنه أصبح فيما بعد تشريعًا دائمًا. وأدانت لجنة الحقوقيين الدولية ومنظمة العفو الدولية ومنظمات حقوق الإنسان الأخرى هذا العمل باعتباره غير متوافق مع التقاليد الديمقراطية. ازداد عدد الأعمال الإرهابية بالرغم من كل التشريعات والإدانات السابقة. بدأ المقاتلون في ضرب أهداف ذات قيمة رمزية عالية مثل مكاتب البريد ومراكز الشرطة الرئيسية، ما أدى إلى شن الحكومة للهجمات المضادة. اتسع دعم التاميل لـ «الأولاد» مع تزايد عدد المدنيين المحاصرين في القتال، وبدأ استدعاء رجال حرب العصابات. بدأت مجموعات أخرى كبيرة جيدة التسليح بالتنافس مع نمور تحرير تاميل إيلام؛ ومن أشهرها منظمة التحرير الشعبية لتاميل إيلام، وجيش تحرير تاميل إيلام، ومنظمة تحرير تاميل إيلام. كان لكل مجموعة من هذه المجموعات قوات تُقدر بمئات، إن لم يكن آلاف، من الجنود. ولكن نفت الحكومة الهندية مرارا هذا الادعاء. وأصبحت إمكانية التفاوض بعيدة بشكل متزايد مع تصاعد مستوى العنف.